# Saint-Étienne-en-Dévoluy

Sainte-Colombe este o comună în departamentul Hautes-Alpes, Franța. În 1 ianuarie 2018 avea o populație de 489 de locuitori.